# Torneo Súper 8 2007
El Torneo Súper 8 2007 fue la tercera edición del Torneo Súper 8, que se disputó en la ciudad de Mar del Plata del 12 al 15 de diciembre de 2007. Su nombre oficial fue Súper 8 Clarín Deportivo, debido a que el principal patrocinador fue el Grupo Clarín.
El ganador de esta edición del torneo fue el mismo de la edición 2005, Libertad de Sunchales, quien venció a Regatas de Corrientes en la final.
Todos los partidos fueron disputados en el Estadio Polideportivo Islas Malvinas, cancha que utilizaba uno de los participantes, Peñarol, para jugar de local. Eso suponía una ventaja deportiva que este equipo poseía sobre el resto de los equipos participantes. Sin embargo, este fue eliminado en el primer partido.

## Clasificación
Para obtener a los ocho equipos participantes del torneo, siete equipos clasificaron acorde a su récord en la primera fase de la liga de modo tal que el Súper 8 reunió a los 3 primeros de la Zona Norte (Libertad, Regatas y Sionista), los 3 primeros de la Zona Sur (Boca Juniors, Quilmes y Obras Sanitarias), y al mejor 4° de las dos zonas (Central Entrerriano). A ellos se les sumó un equipo invitado por la organización, como es costumbre en este torneo. El equipo invitado siempre debe ser un equipo que no haya clasificado de manera directa, y en este caso, fue Peñarol de Mar del Plata. Vale recordar que Peñarol había sido el último campeón del torneo, y que la edición 2007 del mismo se realizaría en la ciudad donde este club es local, por lo que la invitación se había hecho previsible.
| Zona Norte             | Zona Sur        |
| 1° Libertad (S)        | 1° Boca Juniors |
| 2° Regatas             | 2° Quilmes      |
| 3° Sionista            | 3° Obras        |
| 4° Central Entrerriano |                 |
| Invitado Peñarol       |                 |

## Premios
En total, el torneo entregó 160.000 pesos argentinos en premios. Fueron entregados a los equipos participantes acorde a su posición en el torneo y se distribuían de la siguiente manera:
| Premio  | Puesto           | Equipo                                                                                   |
| ------- | ---------------- | ---------------------------------------------------------------------------------------- |
| $50.000 | Primero          | Libertad de Sunchales                                                                    |
| $30.000 | Segundo          | Regatas de Corrientes                                                                    |
| $20.000 | Terceros         | Sionista (Paraná), Boca Juniors                                                          |
| $10.000 | Quinto al octavo | Central Entrerriano, Quilmes (Mar del Plata), Obras Sanitarias y Peñarol (Mar del Plata) |

## Árbitros
La Asociación de Clubes de Básquetbol designó para el torneo a seis árbitros:
- Chiti, Alejandro César
- Fernández, Juan José María
- Ramallo, Alejandro Gustavo
- Sampietro, Fernando Jorge
- Smith, Roberto Omar
- Tarifeño, Sergio

Nota: Pablo Estévez, Daniel Rodrigo y Diego Rougier no participaron por encontrarse afectados a la disputa de la Liga de las Américas 2007/2008.

## Desarrollo del torneo
|  | Cuartos de final     | Cuartos de final     |          |              | Semifinales     | Semifinales     |  |              | Final           | Final           |  |
|  | 12 y 13 de diciembre | 12 y 13 de diciembre |          |              | 14 de diciembre | 14 de diciembre |  |              | 15 de diciembre | 15 de diciembre |  |
|  |                      |                      |          |              |                 |                 |  |              |                 |                 |  |
|  |                      |                      |          |              |                 |                 |  |              |                 |                 |  |
|  | Libertad (S)         | 95                   |          |              |                 |                 |  |              |                 |                 |  |
|  | Libertad (S)         | 95                   |          |              |                 |                 |  |              |                 |                 |  |
|  | Central Entrerriano  | 69                   |          |              |                 |                 |  |              |                 |                 |  |
|  | Central Entrerriano  | 69                   |          | Libertad (S) | 79              |                 |  |              |                 |                 |  |
|  |                      |                      |          | Libertad (S) | 79              |                 |  |              |                 |                 |  |
|  |                      |                      | Sionista | 60           |                 |                 |  |              |                 |                 |  |
|  | Quilmes              | 64                   | Sionista | 60           |                 |                 |  |              |                 |                 |  |
|  | Quilmes              | 64                   |          |              |                 |                 |  |              |                 |                 |  |
|  | Sionista             | 76                   |          |              |                 |                 |  |              |                 |                 |  |
|  | Sionista             | 76                   |          |              |                 |                 |  | Libertad (S) | 69              |                 |  |
|  |                      |                      |          |              |                 |                 |  | Libertad (S) | 69              |                 |  |
|  |                      |                      | Regatas  | 68           |                 |                 |  |              |                 |                 |  |
|  | Boca Juniors         | 88                   | Regatas  | 68           |                 |                 |  |              |                 |                 |  |
|  | Boca Juniors         | 88                   |          |              |                 |                 |  |              |                 |                 |  |
|  | Obras                | 79                   |          |              |                 |                 |  |              |                 |                 |  |
|  | Obras                | 79                   |          | Boca Juniors | 78              |                 |  |              |                 |                 |  |
|  |                      |                      |          | Boca Juniors | 78              |                 |  |              |                 |                 |  |
|  |                      |                      | Regatas  | 83           |                 |                 |  |              |                 |                 |  |
|  | Regatas              | 73                   | Regatas  | 83           |                 |                 |  |              |                 |                 |  |
|  | Regatas              | 73                   |          |              |                 |                 |  |              |                 |                 |  |
|  | Peñarol              | 72                   |          |              |                 |                 |  |              |                 |                 |  |
|  | Peñarol              | 72                   |          |              |                 |                 |  |              |                 |                 |  |
|  |                      |                      |          |              |                 |                 |  |              |                 |                 |  |

- MVP del Torneo: Robert Battle (Libertad)[3]

```
Plantel Campeón 
```

El plantel campeón estuvo integrado por los jugadores: 
- Sebastián Ginóbili
- Andrés Pelussi
- Robert Battle
- Pablo Moldú
- Mariano Ceruti
- Jorge Benítez
- Martín Muller
- Marcos Saglietti
- Emilio Domínguez
- Fernando Manattini
- Joaquín Giordana

El entrenador fue Julio Lamas y su asistente Juan Parola.